# Charmörerna presenterar General Knas med Vänner
Albumet Charmörerna presenterar General Knas med Vänner släpptes 2009 av General Knas Skivan släpptes av skivbolaget SwingKids och har en speltid på 44 minuter.

## Låtlista
1. "Lyriksfabrik" - 3:44
2. "Gangstrar" feat. storsien - 3:22
3. "Lektionen" - 3:11
4. "Delelelelelelikat" feat. Kapten Röd - 3:46
5. "Rytmen drabbar kroppen" - 3:59
6. "Orden i min makt" - 3:15
7. "Tomma tunnor" feat. Titti Tång - 3:41
8. "Värd utan gränser" feat. Ismail - 3:53
9. "Hittepo" feat. Syster Sol - 3:45
10. "Hör polisman" - 3:48
11. "Höj volymen" feat. Sture Allén - 3:49
12. "Lämnar" feat. Mystic Man - 3:57